# Salunga-Landisville
Salunga-Landisville és una concentració de població designada pel cens dels Estats Units a l'estat de Pennsilvània. Segons el cens del 2000 tenia 4.771 habitants.

## Demografia
Segons el cens del 2000, Salunga-Landisville tenia 4.771 habitants, 1.763 habitatges, i 1.394 famílies. La densitat de població era de 606 habitants/km².
Dels 1.763 habitatges en un 39,4% hi vivien nens de menys de 18 anys, en un 69,5% hi vivien parelles casades, en un 7,3% dones solteres, i en un 20,9% no eren unitats familiars. En el 17,2% dels habitatges hi vivien persones soles el 7,7% de les quals corresponia a persones de 65 anys o més que vivien soles. El nombre mitjà de persones vivint en cada habitatge era de 2,7 i el nombre mitjà de persones que vivien en cada família era de 3,06.
Per edats la població es repartia de la següent manera: un 27,5% tenia menys de 18 anys, un 5,3% entre 18 i 24, un 30% entre 25 i 44, un 25,4% de 45 a 60 i un 11,8% 65 anys o més.
L'edat mediana era de 39 anys. Per cada 100 dones de 18 o més anys hi havia 91,7 homes.
La renda mediana per habitatge era de 55.495 $ i la renda mediana per família de 66.955 $. Els homes tenien una renda mediana de 45.849 $ mentre que les dones 34.875 $. La renda per capita de la població era de 24.258 $. Entorn del 0,8% de les famílies i l'1% de la població estaven per davall del llindar de pobresa.

## Poblacions properes
El següent diagrama mostra les poblacions més properes.